# Guerra civil española en Villanúa
Villanúa (Huesca, Aragón) contaba al finalizar la II República con una presencia importante de Izquierda Republicana, cuya sede estaba en casa Bastero y a la que te tenías que afiliar para trabajar en obras vecinales, si bien al producirse el alzamiento militar el 18 de julio de 1936, cayó dentro de la zona nacional.

La movilización militar se produjo en la localidad poco después, al subir los falangistas de Jaca y concentrar a todos los jóvenes varones (unos 50) en la Plaza Mayor, que fueron cargados en camiones y conducidos al instituto de Jaca hasta que se les dio destino, 10 de ellos fallecieron durante la guerra en el frente, recordados en una placa en el exterior de la iglesia de Villanúa. 

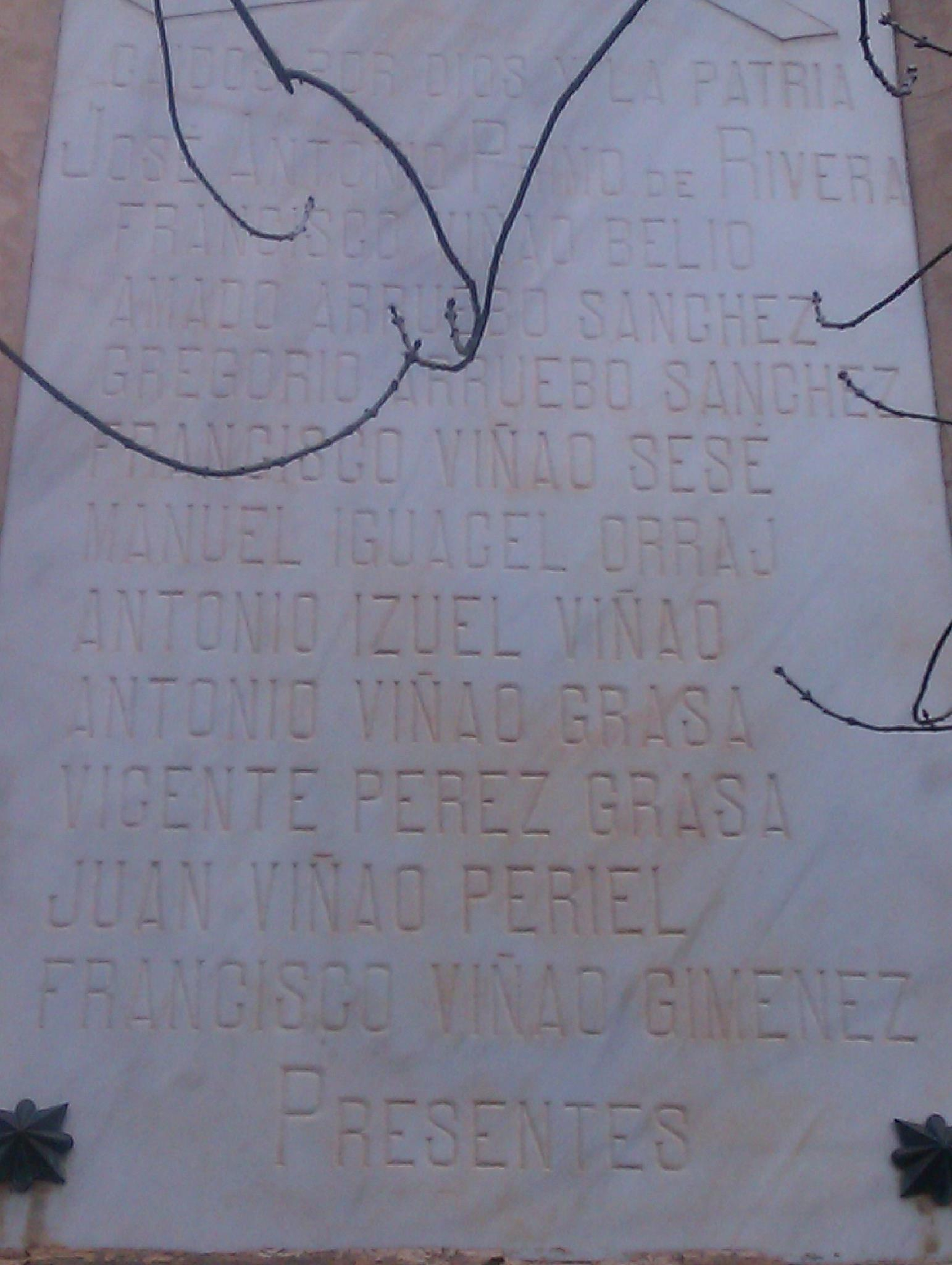
Placa conmemorativa muertos Guerra Civil, iglesia de Villanúa

La situación se volvió complicada por ser localidad de paso hacia Francia, el control militar de los caminos se acentuó y cinco vecinos de Jaca fueron cazados y ajusticiados en el intento de cruzar la frontera, dos en el vivero, dos en el camino de Gabardito y uno en Peña Caída, cuatro de ellos fueron enterrados en una fosa común situada a la entrada del cementerio viejo, a mano derecha y cerca de la tapia y el quinto trasladado a Jaca por su familia. La fosa común no ha sido aún ni excavada ni dignificada. El maestro de la escuela de Villanúa D. Alfonso Iguácel Bergés y que al mismo tiempo era concejal del Ayuntamiento de Jaca por Izquierda Republicana fue fusilado en el pelotón de las seis de la mañana en la cárcel de Jaca, no quiso que le taparan los ojos enfrentó la muerte con valentía dejando mujer  Doña Consuelo y dos hijos pequeños Conchita y Fernando, el 23 de agosto de 1936. El alcalde republicano, Adrián Viñao, de casa Roñón, se quitó la vida.
Es entonces cuando al situar al frente del Ayuntamiento a una persona más afín al levantamiento, Antonio, de casa Mundo, se inicia una represión interna impregnada de rencores y revanchas que hace que el nuevo alcalde denuncie a tres vecinos, los cuales fueron hechos prisioneros y llevados al Fuerte de Rapitán (Jaca), dos de ellos fueron fusilados Antonio Orraj Villanúa, de casa Lorenzón y Antonio Izuel Bescós de casa Maruja) y el tercero, José de casa Val, murió enfermo tras la detención. 
La situación empeoró, se llevaron de las casas enseres, animales y ropas para el frente, incluso el tendido eléctrico de Las Güixas y el representante de Falange, Bienvenido Viñao, de casa Ayanesa, que en su momento también lo fue de Izquierda Republicana, asignaba a los vecinos guardias en puentes y casillas del tren y designaba a las personas que formaban los convoyes para llevar provisiones al Valle de Tena, a través de Canal Roya, cuando la línea de frente se situó en Biescas.
Una segunda denuncia arbitraria del alcalde contra trece vecinos fue evitada por el párroco, mosén Tomás Buesa Grafiella que se cruzó ante los falangistas en el camino de la fuente para evitar la nueva razzia.
Acabada la guerra el control militar se mantuvo férreo durante años ante una previsible entrada del maquis desde Francia, que años más tarde se produciría por el Valle de Arán, pero que llenó esta parte del Valle del Aragón de nidos para ametralladoras de los que aún quedan varios en los caminos y que formaban parte de la Línea P. Además en las casas de Salanova (Eléctricas) y en las grutas se retenían a presos republicanos a los que se obligó a trabajar en obras públicas de la zona.